# Palais Apponyi
Das Palais Apponyi ist ein Palais im 4. Wiener Gemeindebezirk Wieden an der Johann-Strauß-Gasse 7.

## Geschichte

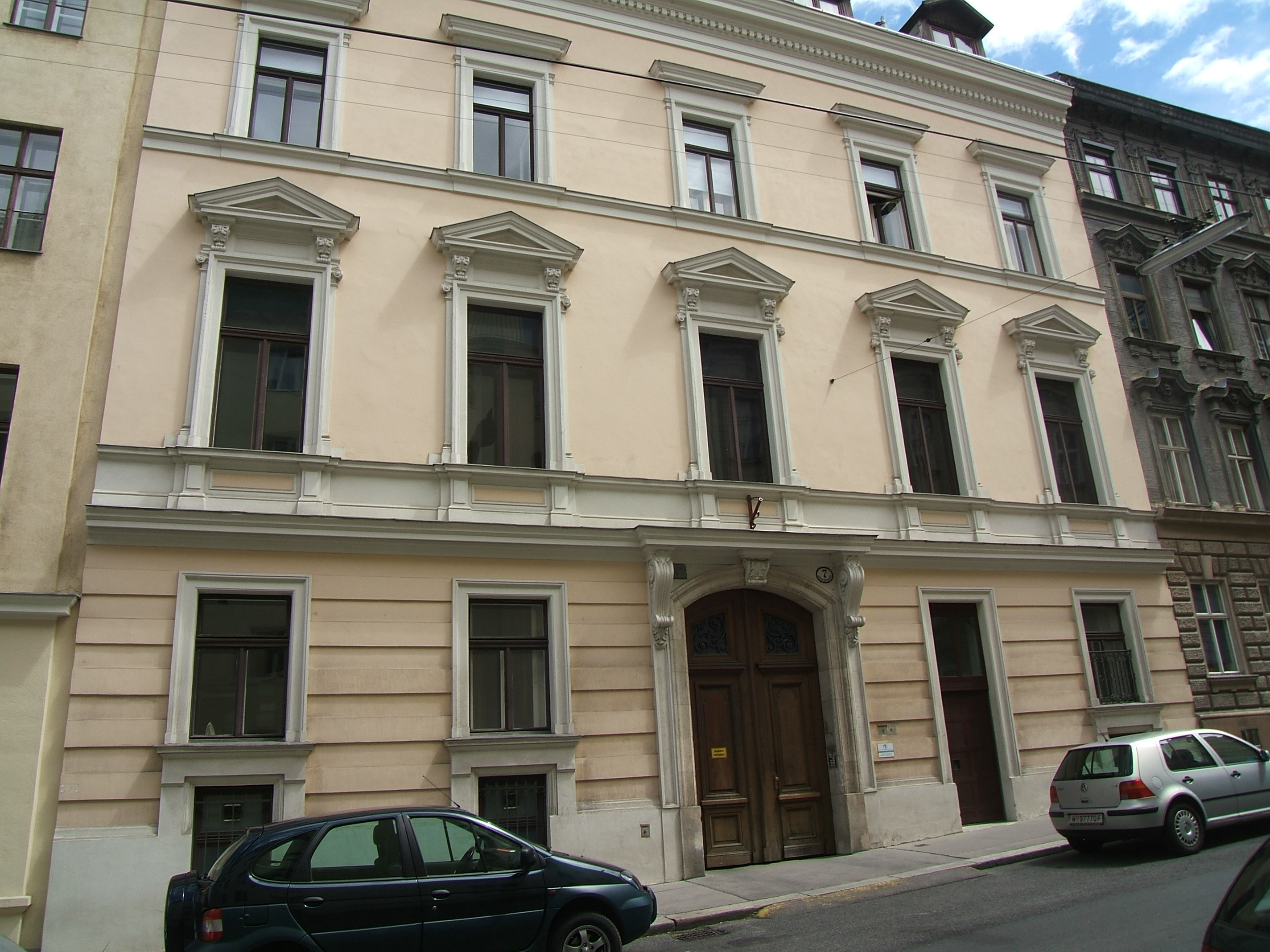
Die Fassade des Palais Apponyi

Das kleine Wohnpalais wurde 1880 vom Architekten Victor Rumpelmayer für die ungarische Magnatenfamilie Apponyi errichtet. Es ist das Verbindungshaus der Wiener akademischen Burschenschaft Albia.

## Beschreibung
Das Palais im Neorenaissancestil besitzt eine schlichte Fassade. Die Fenster der Beletage sind mit Dreiecksgiebel von Konsolen getragen verziert, während die Fenster des darüber liegenden Stockwerkes nur gerade Fensterüberdachungen besitzen. Im Inneren führt eine breite Treppe mit prächtigem Geländer in den 1. Stock. In den Prunkräumen sind noch Holzkassettendecken erhalten geblieben. Die Hofseite ist mit Runderkern versehen.